# Сидни (Небраска)
Сидни (англ. Sidney) — город и административный центр округа Шайенн в штате Небраска в Соединённых Штатах Америки.
Согласно переписи 2020 года население города составляло 6410 человек, что заметно меньше, чем было (6757) во время предыдущей переписи 2010 года.

## История
Город был назван в честь Сидни Диллона, президента компании Union Pacific Railroad которой принадлежала первая железная дорога в Сидни и которая де-факто основала здесь в 1867 году первое поселение. Город вырос вокруг военной базы Форт-Сидни (также известной как «Казармы Сиднея» или «Станция Сидни»), где размещались солдаты для охраны трансконтинентальной железной дороги от возможных нападений коренных американцев.
Когда железная дорога достигла города, Сидни стал конечной станцией подотдела железнодорожной линии и местом расположения депо, ремонтных мастерских и железнодорожной гостиницы для пассажиров, что существенно поспособствовало  развитию города.

## География
Город находится на реке Лоджпол-Крик, в девяти милях (14 км) к северу от границы со штатом Колорадо.
Согласно данным Бюро переписи населения США, общая площадь города составляет 6,93 квадратных мили (17,95 км2) и вся эта территория приходится на сушу.